# 김용우 (정치인)
김용우(金用雨, 1912년 4월 29일 ~ 1985년 9월 13일)는 대한민국의 정치인이다. 제2대 국회의원을 지냈으며 제6대 국방부 장관이다.

## 이력
배재고등보통학교 졸업을 거쳐 연희전문학교 수물과 본과와 미국 서던캘리포니아대학을 나온 후 남가주 대학교 대학원 수물과를 수료하였다. 서울특별시 후생국장, 중앙기술교육위원회 사무총장, 중앙관재처 운영처장, 조선주택영단이사장을 거쳐 1950년 제2대 국회의원에 당선되고 1954년 국회 사무총장을 거쳐, 1955년부터 1956년까지는 제6대 국방부차관, 1956년부터 1957년까지 제6대 국방부장관을 역임하고, 1957년 주영국 초대 대사에 임명되어 10월 28일, 영국 런던에 도착하였다. 1972년부터 1975년까지 대한적십자사 제11대 총재를 역임하였다. 국방부장관 재직시인 1957년 4월 3일 장관 특명 ‘국방총제2288호’를 통해 각 군 참모총장에게 안식교인 병사들을 위생병 또는 기타 직접 무기를 휴대치 않는 병과에 가급적 배치할 것을 명령했다.
주영국 대사 김용우는 1958년 2월 24일부터 개막되어 4월 28일에 막을 내린 제네바 국제해양법회의에서 한국 측 대표로 참석하였다. 중요 5개 의제 중 하나였던 영해 문제에 대하여, 미국은 영해를 6리로 하고, 영해선에서 다시 6리를 연안국의 독점어업구역으로 하되, 부대조건으로서 독점어업구역에 있어서는 동 구역 내에서 과거 5년 이상 어로를 한 실적이 있는 국가의 기득권은 인정하되 연안국가와 이의가 있을 경우에는 5개국으로 구성되는 중재위원회의 재결을 받도록 하자고 제안하였다. 이와 같은 미국안에 대하여 한국 대표단은 전기한 독점어업권에 이의를 가져 이를 반대할 생각을 갖고 있었다. 그런데 미국대표단에서는 사람을 통하여 은근히 한국 대표단에게 자국안을 지지해 줄 것을 바라는 눈치를 보였다. 그러나 한국 대표단은 부대조건에 찬동할 수 없다는 태도를 표명하였다.
미국대표단 아서 딘은 과거 판문점회담에서 유엔측 대표로 참석한 일도 있었고 제네바 회의에 나오기 전까지는 덜레스 미국무장관의 사설 법률사무소 사무국장으로 있었던 사람인데, 아서 딘은 일본정부 당국과 매우 친근한 사이로 널리 알려진 인사였다. 김용우 수석대표는 한국의 입장으로서는 도저히 미국안에 찬동할 수 없다고 결심하고 있었으니, 특히 한국은 당시 동해를 사이에 두고 일본과 어노문제로 야릇한 이해관계를 갖고 있음을 생각할 때 아무리 불가분의 우호관계에 있는 미국안이라고 해도 이를 받아들일 수는 없다는 것이 김용우의 배짱이었다. 미국대표단 측에서는 한국 측에서 명백히 미국안에 반대하리라는 것을 예측하자 본국과 연락하여 즉각적으로 서울과 지시가 내려 주한 미국대사관을 통하여 한국 외무부로 교섭이 닿았을 것으로 추측되었다. 4월 15일 총회에서 미국안에 대하여 김용우는 반대표를 던졌다. 표결 결과는 38대 36으로 아슬아슬하게 미국안이 부결되었다. 그런데 표결이 있던 날 아침 김용우는 돌연히 정부로부터 "긴급훈령"을 접수하였다. 긴급훈령의 내용은 영해6리를 제안하는 미국안에 찬동하라는 내용으로 추정되었다. 단, 미국안 중 중요한 부대조항에 대해서는 언급이 없었다. 김용우는 이 훈령에 대하여 망설이다가 반대표를 던진 것이었다. 유럽지역 주재 공관장 회의에 참석하기 위하여 귀국한 김용우는 사표를 제출하였다. 어쨌든 정부는 미국측과의 외교 신의를 깨뜨린 체면을 세워야 했다. 사표를 냈지만 "의원면직"이 아닌 "해임"이 김용우 대사에게 내려졌다.(5월 14일)
1962년 동양방송 TV(현 KBS 2TV)를 설립하였다.

## 역대 선거 결과
|  | 50.19% |

|  | 26.88% |

|  | 31.87% |

## 참고 자료
- 엠파스 인물 검색
- 국방부 역대 장관[깨진 링크(과거 내용 찾기)]
- 김용우 - 대한민국헌정회

| 전임 박종만 | 제5대 국회사무총장 1954년 6월 17일 ~ 1954년 12월 25일 | 후임 최정우 |

| 전임 이호 | 제6대 국방부 차관 1955년 9월 28일 ~ 1956년 5월 26일 | 후임 김종갑 |

| 전임 손원일 | 제6대 국방부 장관 1956년 5월 26일 ~ 1957년 7월 6일 | 후임 김정렬 |

| 전임 민관식 | 제23대 대한체육회 회장 1971년 7월 5일 ~ 1971년 11월 20일 | 후임 김택수 |